# بازپس‌گیری تبریز
بازپس‌گیری تبریز به نبرد شاه عباس بزرگ در سال ۱۶۰۳ میلادی به قصد پس‌گیری شهر تبریز پس از اشغال آن و قبول عهدنامه فرهاد پاشا، و همچنین بازپس‌گیری سر حدات شمال غربی ایران صفوی شامل قراباغ، آذربایجان و ارمنستان از امپراتوری عثمانی اشاره دارد.
این لشکرکشی‌ها با پیروزی قاطع صفویان همراه بود و در بین سال‌های ۱۶۰۳ تا ۱۶۰۷ میلادی منجر به بازپس‌گیری تبریز، بخش‌هایی از لرستان، کردستان، گرجستان و ارمنستان از دولت عثمانی شد.

## پیش زمینه
شاه عباس بزرگ نخستین گام را برای مبارزه با امپراتوری عثمانی در سال ۱۶۰۳ میلادی برداشت. او می‌دانست که پیروزی بر عثمانی‌ها در شهرهای کوهستانی شمال غربی به جز با غافلگیری دشمن امکان پذیر نیست؛ از اینرو درحالی که وانمود می‌کرد از اصفهان به شیراز می‌رود، خود را ۱۱ روزه با لشکری کوچک اما مجهز، به حوالی تبریز رساند. عثمانی‌ها در آخرین لحظات متوجه نزدیک شدن قوای ایرانی شدند و به سرعت آماده دفاع از تبریز گشتند. مردم تبریز اما از حمله شاه استقبال کردند. تبریز پس از ۲۰ روز جنگ و پس از ۱۸ سال اشغال توسط عثمانیان، به دست شاه عباس فتح شد و دوباره به خاک ایران بازگشت.

## آینده
جنگ عثمانی و صفوی اندکی پیش از مرگ پدر احمد یکم (محمد سوم) آغاز شده بود. احمد یکم پس از به تخت نشستن، زاده یوسف سنان پاشا را به عنوان رهبر سپاه شرق منصوب کرد. ارتش عثمانی در ۱۵ ژوئن ۱۶۰۴ از استانبول حرکت کرد اما خیلی دیر شده بود، و زمانی که در ۸ نوامبر ۱۶۰۴ به جبهه شرقی رسید، ارتش صفوی ایروان را تصرف کرد و وارد ایالت قارص شد و فقط قوای عثمانی می‌توانست در آخالتسیخه آنها را متوقف کند. با وجود مساعد بودن شرایط، یوسف سینان پاشا تصمیم گرفت برای زمستان در وان بماند، اما پس از آن به ارزروم لشکر کشید تا از حمله صفویان جلوگیری کند. این امر باعث ناآرامی در سپاه عثمانی شد و آن سال عملاً برای عثمانی‌ها هدر رفت و بی‌نتیجه ماند.
در سال ۱۶۰۵، یوسف سیان پاشا برای تصرف تبریز لشکرکشی کرد، اما ارتش توسط کوسه صفر پاشا، بیگلربیگی ارزروم، تضعیف شد و به‌طور جداگانه و بدون راهبری از سینان پاشا به سمت صفویان لشکر کشید و در نتیجه توسط لشکر صفویان اسیر شد. ارتش عثمانی در نبرد ارومیه شکست خورد و مجبور شد ابتدا به وان و سپس به دیاربکر فرار کند. سینان پاشا، جانبولات اوغلو حسین پاشا، بیگلربیگی حلب که برای کمک آمده بود، به بهانه اینکه خیلی دیر آمده‌است را اعدام کرد. این کار باعث شورش در سپاه شد. در این شورش سنان پاشا کشته شد و قوای صفوی توانست گنجه، شیروان و شماخی را در آذربایجان تصرف کند.

## غنائم
صدها توپ، ۵۰۰۰ تفنگچی، ۱۰۰ هزار من باروت از غنائمی بود که به دست شاه عباس افتاد.

## برای مطالعهٔ بیشتر
- جوی خون در خیابان‌های تبریز؛ پنج روایت تاریخی از قتل‌عام تبریز توسط عثمانی–حجت یحیی پور بایگانی‌شده  در ۳ دسامبر ۲۰۲۰ توسط Wayback Machine